# Liste der Biografien/Ese
Liste der Biografien |
Portal Biografien |
Personensuche
# |
A |
B |
C |
D |
E |
F |
G |
H |
I |
J |
K |
L |
M |
N |
O |
P |
Q |
R |
S |
T |
U |
V |
W |
X |
Y |
Z |
?
 
Ea |
Eb |
Ec |
Ed |
Ee |
Ef |
Eg |
Eh |
Ei |
Ej |
Ek |
El |
Em |
En |
Eo |
Ep |
Eq |
Er |
Es |
Et |
Eu |
Ev |
Ew |
Ex |
Ey |
Ez
 
Esa |
Esb |
Esc |
Esd |
Ese |
Esf |
Esg |
Esh |
Esi |
Esk |
Esl |
Esm |
Esn |
Eso |
Esp |
Esq |
Esr |
Ess |
Est |
Esu |
Esw |
Esz
Die Liste der Biografien führt alle Personen auf, die in der deutschsprachigen Wikipedia einen Artikel haben. Dieses ist eine Teilliste mit 55 Einträgen von Personen, deren Namen mit den Buchstaben „Ese“ beginnt.

## Ese

### Eseb
- Esebeck, Caroline Auguste von (1748–1823), Obersthofmeisterin und Mätresse von Karl II. August
- Esebeck, Friedrich Ludwig Eberhard von (1769–1852), französischer und österreichischer Offizier, Offizier der Ehrenlegion
- Esebeck, Friedrich von (1870–1951), deutscher General der Infanterie
- Esebeck, Hans-Karl von (1892–1955), deutscher General der Panzertruppe im Zweiten Weltkrieg, Widerstandskämpfer
- Esebeck, Johann Asmus von (1711–1770), pfalz-zweibrückischer Staats- und Kabinettsminister
- Esebeck, Johann Friedrich Ludwig Jordan von (1741–1798), pfalz-zweibrückischer Staatsminister
- Esebeck, Karl August von (1786–1871), preußischer Generalleutnant
- Esebeck, Karl von (1745–1809), preußischer Generalmajor
- Esebeck, Walter von (1853–1914), preußischer Generalmajor, Oberstallmeister

### Esed
- Eseddin, Mansura (* 1976), ägyptische Schriftstellerin und Journalistin

### Esef
- Esefeld, Jörg (* 1960), deutscher Architekt, Stadtplaner und Verleger
- Esefeld, Katrin (* 1982), deutsche LangstreckenläuferinKatrin Esefeld (* 1982)

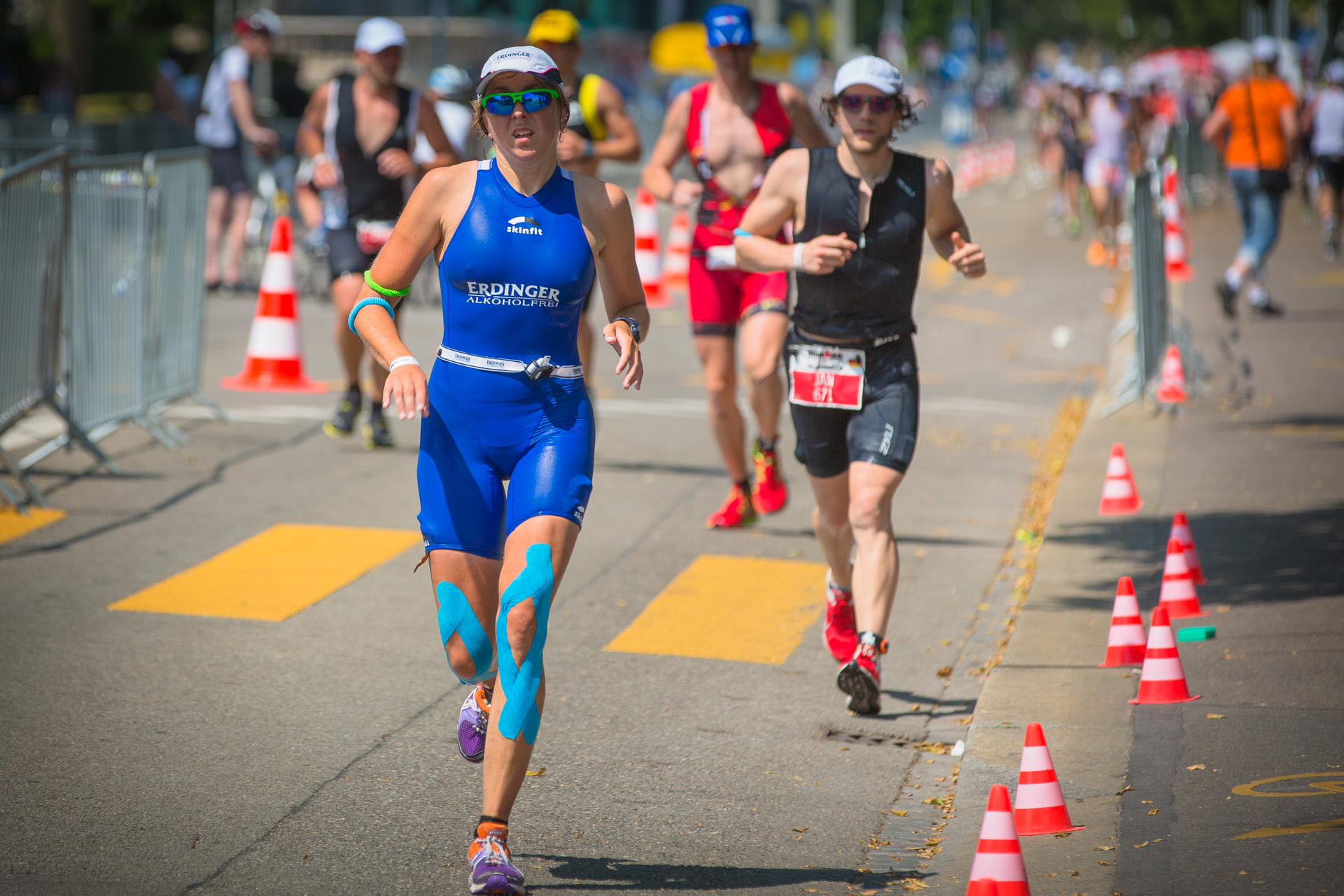
Katrin Esefeld (* 1982)

### Eseg
- Ešegović, Ante (* 1996), österreichischer Handballspieler

### Esei
- Eseimokumo, Lynda (* 1963), nigerianische Sprinterin

### Esel
- Esel, Johann (1900–1987), österreichischer Politiker (NSDAP), MdR
- Eselböck, Walter (* 1957), österreichischer Koch und Gastronom
- Eseler, Michael, spätgotischer Baumeister
- Eseler, Nikolaus der Ältere (* 1410), spätgotischer Baumeister aus dem süddeutschen Raum
- Eseler, Nikolaus der Jüngere, süddeutscher Baumeister

### Esem
- Eseme, Emmanuel (* 1993), kamerunischer Leichtathlet
- Eseme, Ikpoto (* 1957), nigerianischer Sprinter

### Esen
- Esen Tayishi († 1455), Führer der Chorosen eines oiratischen Mongolenstammes
- Esen, Adnan (* 1961), türkischer Fußballspieler
- Esen, Aydın (* 1962), türkischer Jazzmusiker und Komponist
- Esen, Barış (* 1986), türkischer Schachspieler
- Esen, Fikret (1908–1996), türkischer General
- Esen, Hülya (* 1989), bulgarisch-türkische Tennisspielerin
- Esen, Itır (* 1957), türkische Schauspielerin
- Esen, Lütfiye (* 1988), bulgarisch-türkische Tennisspielerin
- Esen, Timuçin (* 1973), türkischer Film- und Theaterschauspieler
- Esenbel, Melih (1915–1995), türkischer Diplomat und Politiker
- Esenç, Tevfik (1904–1992), letzter Sprecher der ubychischen Sprache
- Esenceli, Mehmet (* 1940), türkischer Ringer
- Esendal, Memduh Şevket (1883–1952), türkischer Schriftsteller, Diplomat und Politiker
- Esendi, Mable (* 1961), kenianische Sprinterin
- Esener, Aylin (* 1975), deutsche Schauspielerin
- Esenow, Öwezguly (* 1999), turkmenischer Eishockeyspieler
- Ešenvalds, Ēriks (* 1977), lettischer Komponist
- Esenwein, August (1856–1926), deutsch-amerikanischer Architekt
- Esenwein, Peter (* 1967), deutscher Speerwerfer
- Esenwein-Rothe, Ingeborg (1911–2002), deutsche Wirtschaftswissenschaftlerin

### Eser
- Eser, Adolf (1936–2021), deutscher Wirtschaftsfunktionär in der DDR, Generaldirektor des Chemiekombinats Bitterfeld
- Eser, Albin (1935–2023), deutscher Strafrechtswissenschaftler
- Eser, Archibald (* 1961), deutscher Kinderdarsteller
- Eşer, Burhan (* 1985), türkischer Fußballspieler
- Eser, Enes (* 1990), türkischer Fußballspieler
- Eser, İdil (* 1963), türkische Menschenrechtsaktivistin, Vorsitzende der Amnesty-Sektion Türkei
- Eser, Leonhard (1889–1960), deutscher Politiker (WAV), Mitglied der Verfassunggebenden Landesversammlung in Bayern
- Eser, Mustafa (* 2001), türkischer Fußballspieler
- Eser, Ruprecht (1943–2022), deutscher Fernsehjournalist
- Eser, Sertan (* 1974), deutsch-türkischer Fußballspieler und -trainer
- Eser, Thomas (* 1962), deutscher Kunsthistoriker
- Eser, Tunahan (* 1993), türkischer Badmintonspieler
- Eser, Uta (* 1964), deutsche Biologin und Umweltethikerin
- Eser, Willibald († 2005), deutscher Drehbuchautor